# Tessonnière
Tessonnière korábbi község Franciaország Új-Aquitania régiójában, Deux-Sèvres megyében. 2019. január 1-jén Airvault új község része lett.
Lakosainak száma 300 fő (2018. január 1.). Tessonnière Airvault, Boussais, Louin és Maisontiers községekkel határos.

## Népesség
A település népessége az elmúlt években az alábbi módon változott:
| Lakosok száma | 319  | 312  | 315  | 303  | 300  |
|               | 2013 | 2015 | 2016 | 2017 | 2018 |